# Mithracidae
Famille
Les Mithracidae sont une famille de crabes.

## Systématique
Selon De Grave et Dean, depuis 2009, cette famille est désormais considérée comme une sous-famille des Majidae, sous le taxon Mithracinae.
Pour le WoRMS, qui, en 2021, la considère toujours comme une famille à part entière, l'auteur en serait William Sharp Macleay en 1838 dès lors que d'autres sources, comme l’ITIS l'attribue à Balss en 1929.

## Liste des genres
Selon World Register of Marine Species (15 mars 2021) :
- genre Ala Lockington, 1877
- genre Amphithrax Windsor & Felder, 2017
- genre Hemus A. Milne-Edwards, 1875 (in A. Milne-Edwards, 1873-1880)
- genre Maguimithrax Klompmaker, Portell, Klier, Prueter & Tucker, 2015
- genre Microphrys H. Milne Edwards, 1851
- genre Mithraculus White, 1847
- genre Mithrax Latreille, 1816
- genre Nemausa A. Milne-Edwards, 1875 (in A. Milne-Edwards, 1873-1880)
- genre Nonala Windsor & Felder, 2014
- genre Omalacantha Streets, 1871
- genre Petramithrax Windsor & Felder, 2014
- genre Pitho Bell, 1836
- genre Teleophrys Stimpson, 1860
- genre Thoe Bell, 1836

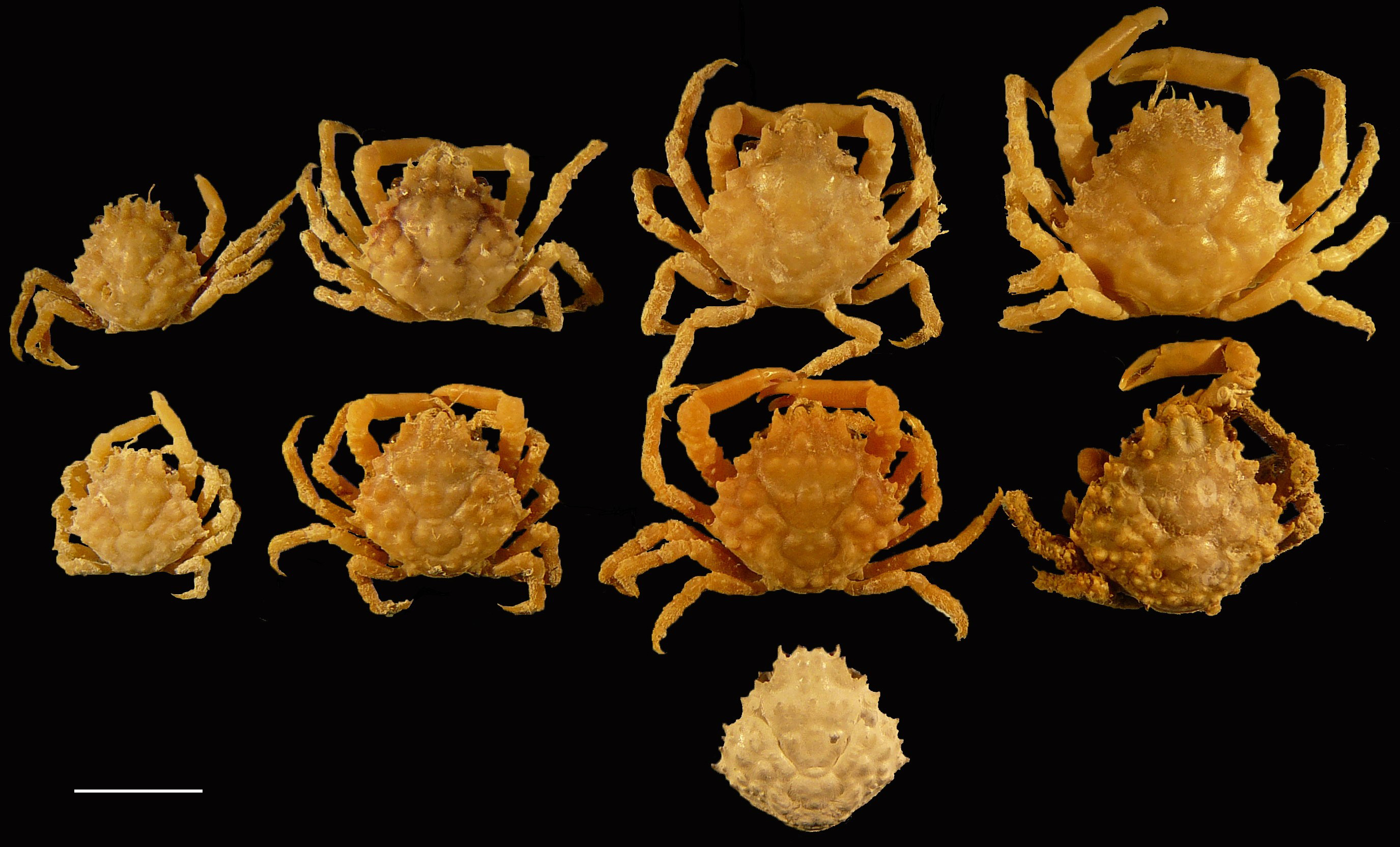
Damithrax spp.
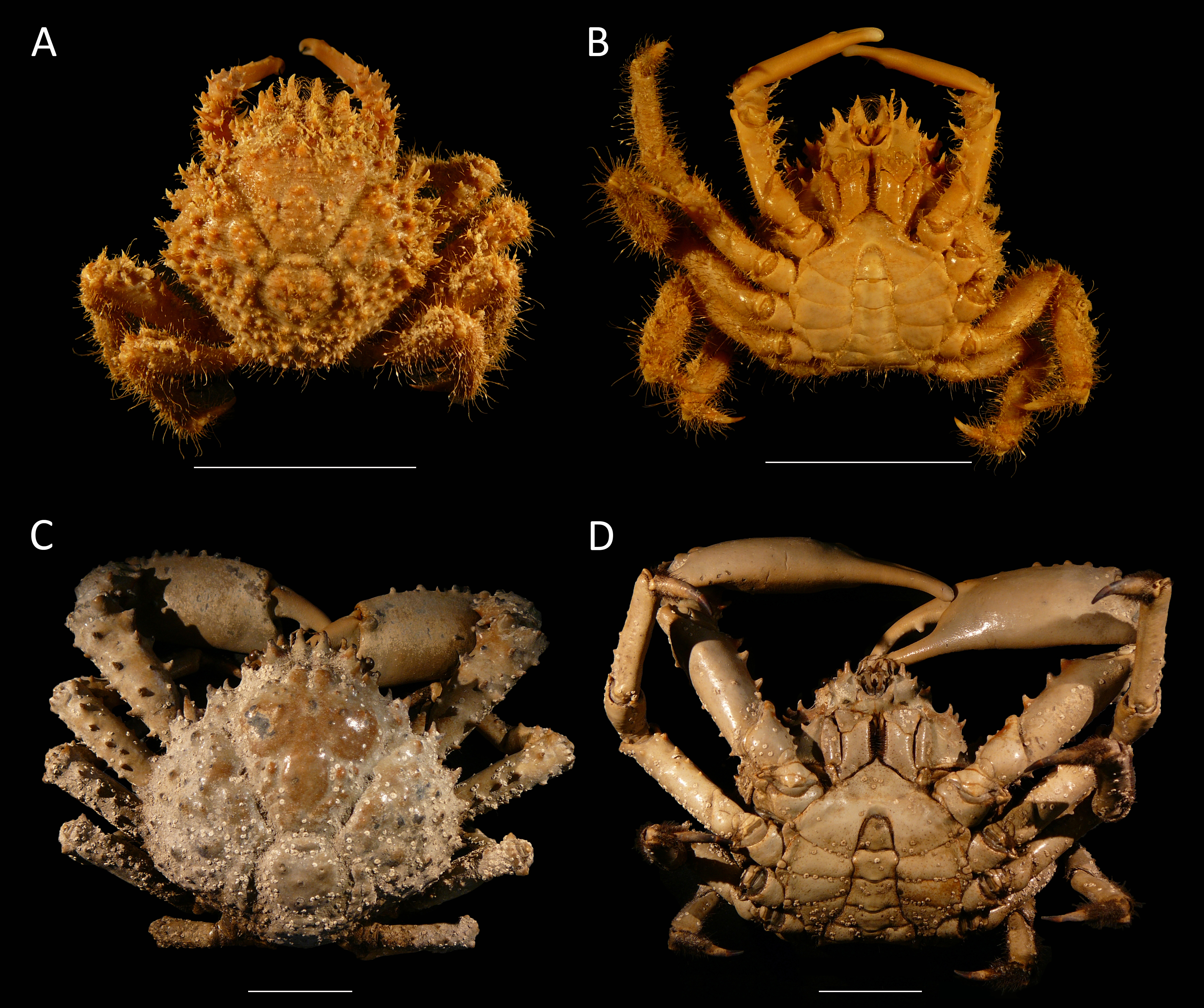
Maguimithrax spinosissimus.
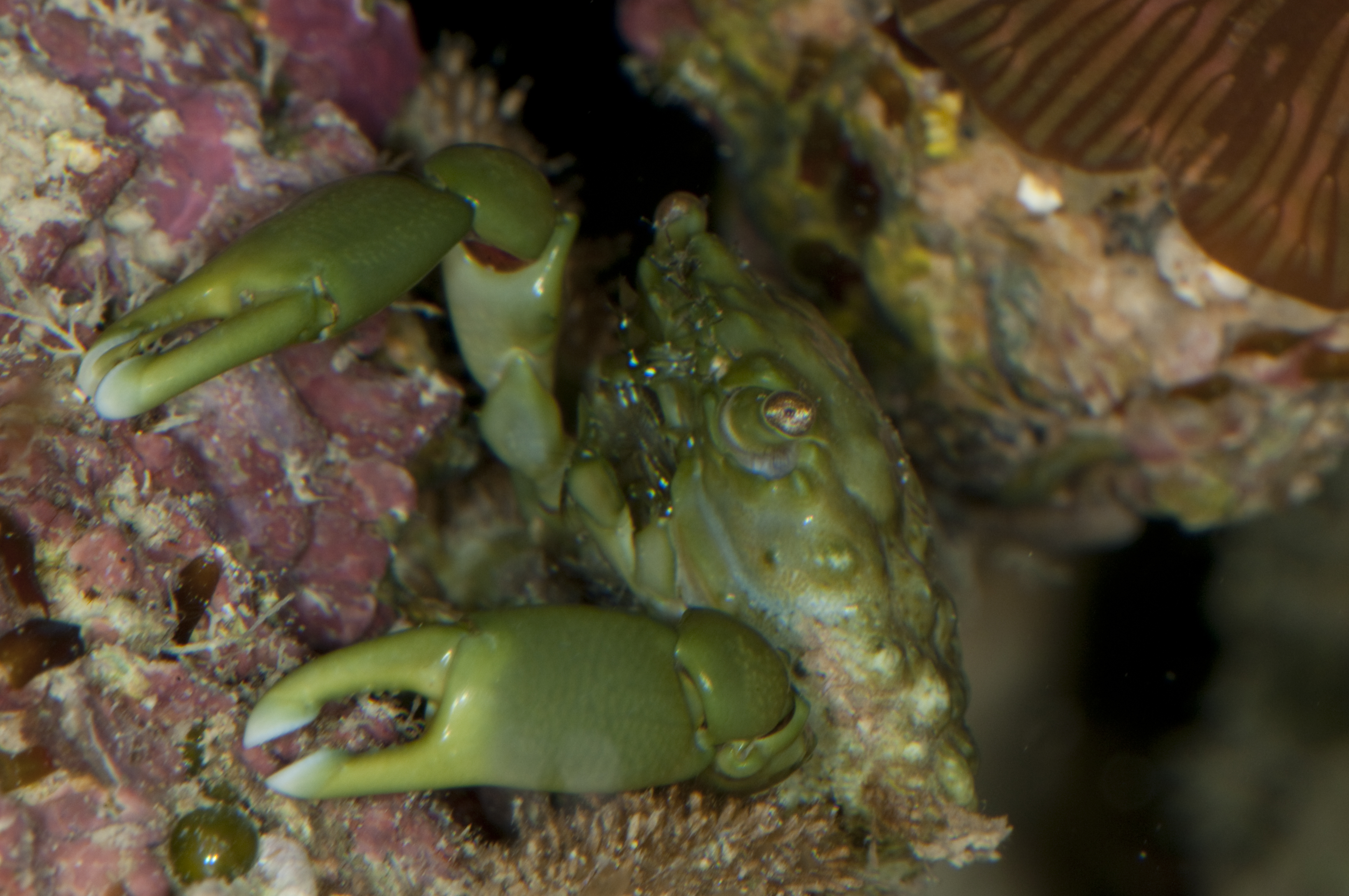
Mithraculus sculptus.
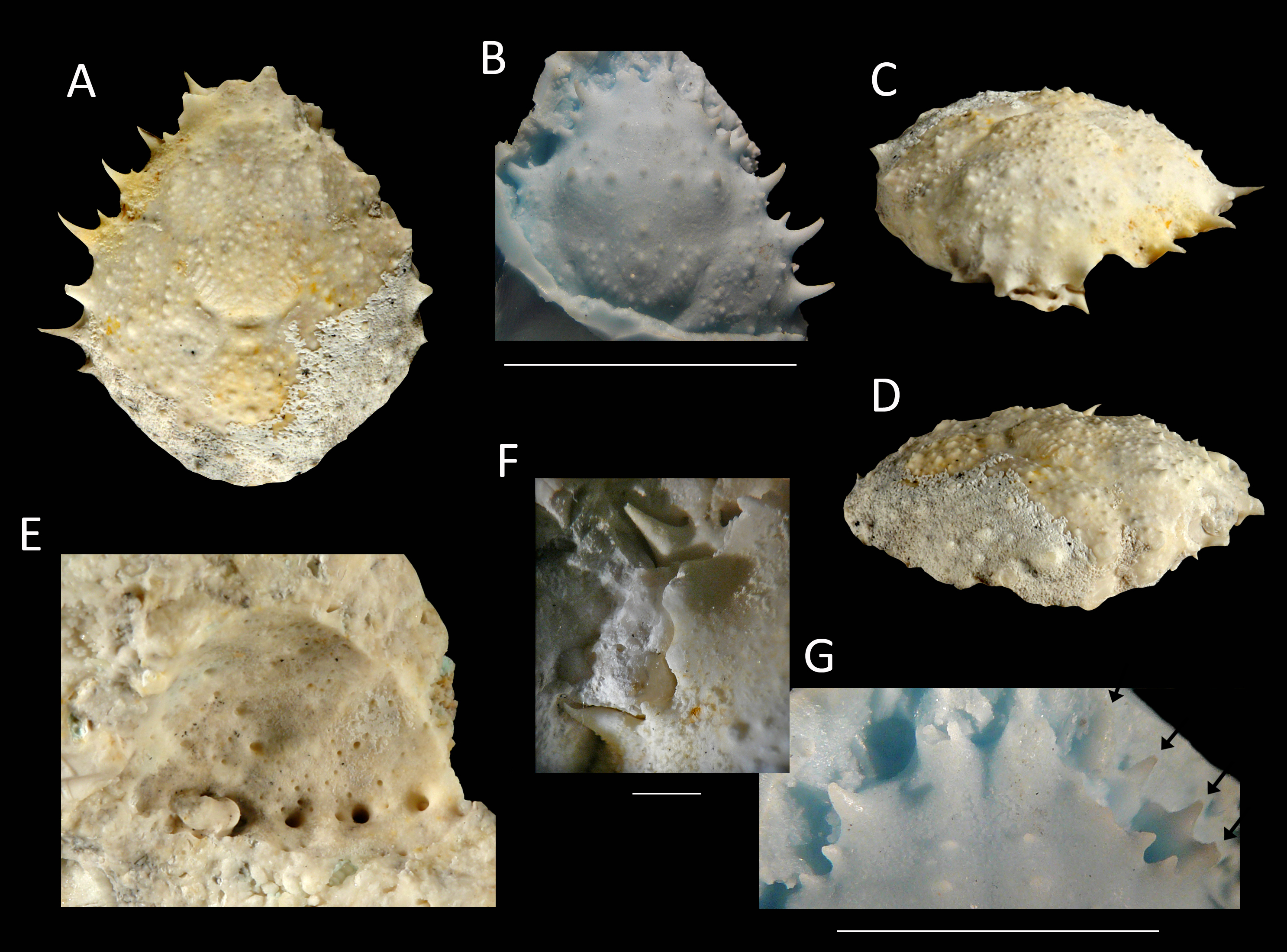
Nemausa windsorae.
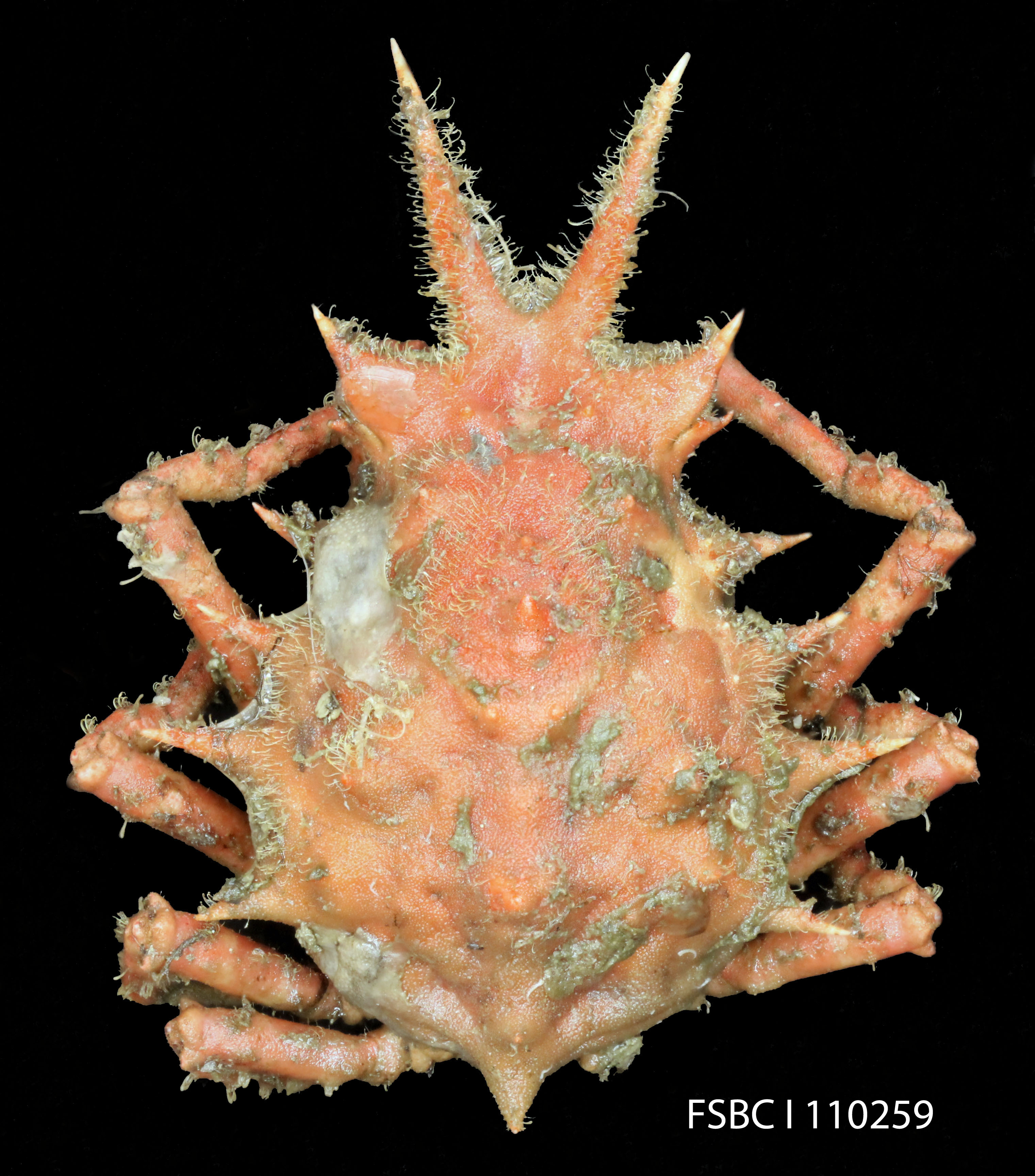
Stenocionops furcatus.

## Publication originale
- Macleay, 1838 : « On the brachyurous decapod Crustacea brought from the Cape by Dr. Smith ». Illustrations of the Annulosa of South Africa; being a portion of the objects of natural history chiefly collected during an expedition into the interior of South Africa, under the direction of Dr. Andrew Smith, in the years 1834, 1835. and 1836; fitted out by “The Cape of Good Hope Association for Exploring Central Africa”. p. 53–71.